# 動物性行為

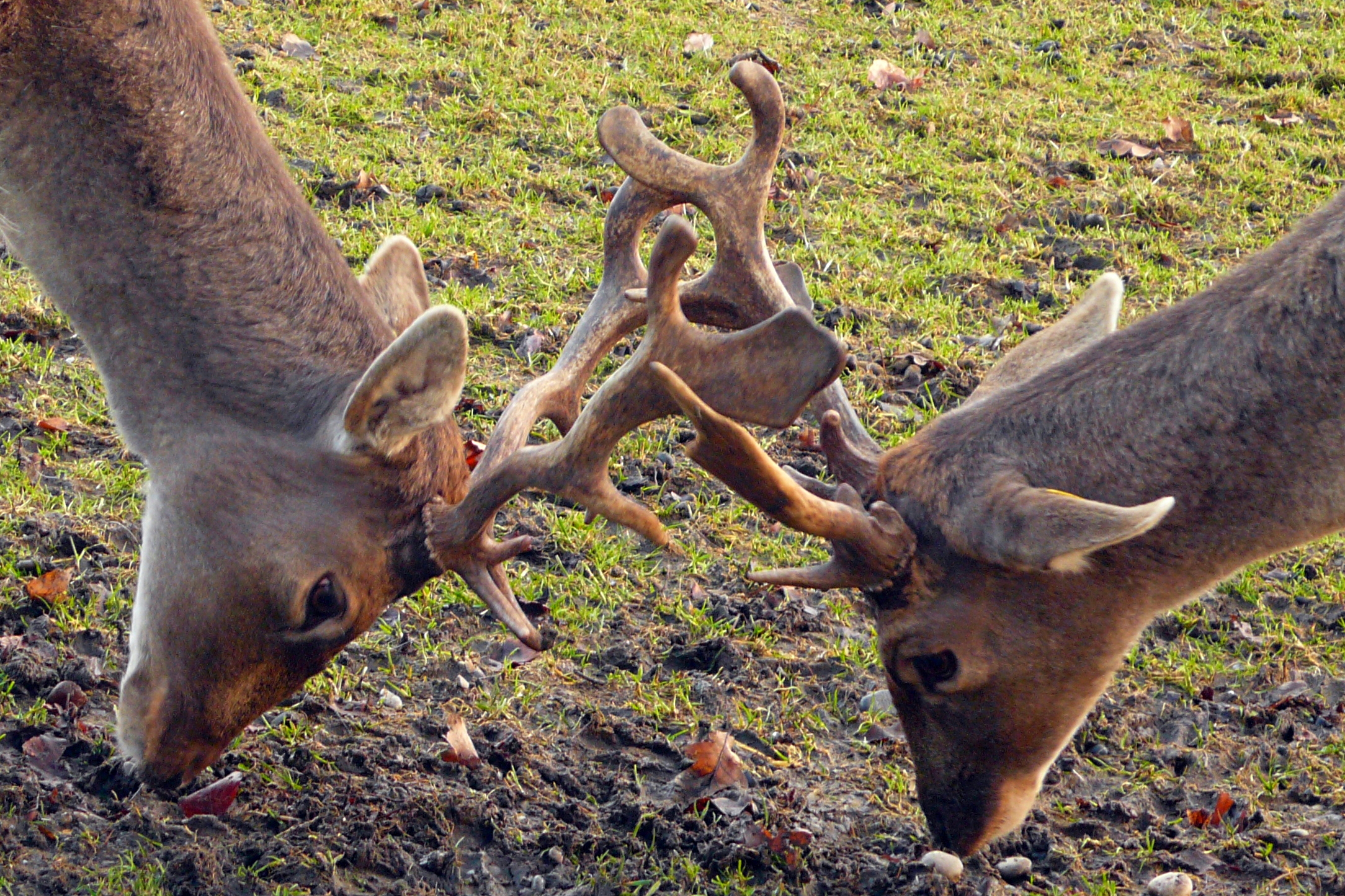
雄鹿為了爭奪雌鹿而打架– 一種常见的性相關行為。

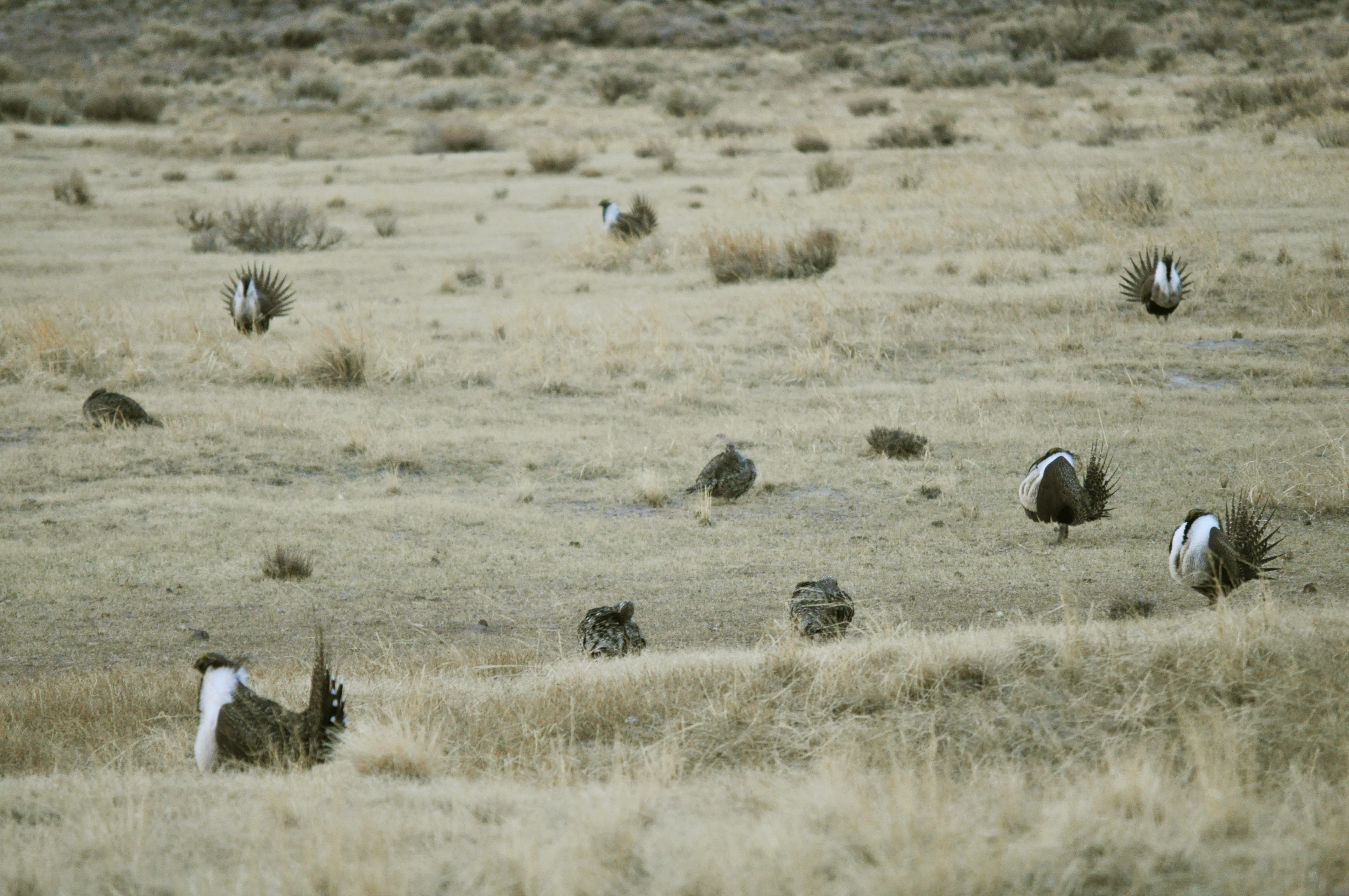
艾草松雞在求偶場內，多個雄性對於明顯少數的雌性進行展示。

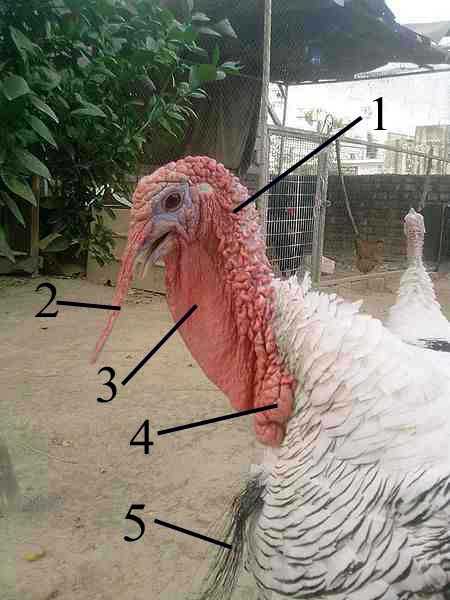
一隻家禽火雞的頭部和喉嚨上的結構分析。 1. 阜 2. 發網 3. 條狀物 (贅肉), 4. 主阜 5. 鬍子。 於性相關行為期間，這些結構變大或變成較明亮的顏色。

动物的性行为（英語：Animal sexual behavior）形态多种多样，同一个物种之内也会有一些不同的变化。常见的因交配、繁殖而衍生的系统有一夫一妻、一夫多妻、一妻多夫、濫交等。
动物间也有其他的一些性行为会因繁殖而起例，也有一些性行为与繁衍本身无关。
以繁殖為目的的動物的性相關行為通常稱為交配。對於大部分的非人類哺乳類動物，交配行為發生於動情週期，这也就增加了體內受精的機會。有些生物的性相關行為還包括多个雄性之间的「求偶競爭」，有时更会为此大打出手。雌性通常只選擇有強大能力來自卫的雄性来交配。贏得戰鬥的雄性可擁有機會和更多的雌性交配，将其基因大批量地流传到他的后代之中。